# NGC 6706
NGC 6706 ist eine elliptische Galaxie vom Hubble-Typ E/S0 im Sternbild Pfau am Südsternhimmel. Sie ist schätzungsweise 169 Millionen Lichtjahre von der Milchstraße entfernt und hat einen Durchmesser von etwa 75.000 Lichtjahren.
Im gleichen Himmelsareal befinden sich u. a. die Galaxien IC 4799, IC 4784, IC 4788, IC 4800.
Das Objekt wurde am 8. Juni 1836 von John Herschel entdeckt.